# European Leadership University
Die European Leadership University (Abk. ELU) ist eine staatlich anerkannte Privatuniversität in Famagusta in der Türkischen Republik Nordzypern und Niederlassung in Amsterdam, Niederlande.
Die Hochschule fokussiert auf Data Science und Künstliche Intelligenz (KI) in den Studiengängen:
- Software Engineering (BSc)
- Data Science (BSc)
- AI & Machine Learning Engineering (BSc)
- Full Stack Development (BSc)
- Devops & Cloud Engineering (BSc)
- Data Science & Leadership (MSc)
- Technical MBA